# سورن فريدريكسن (لاعب كرة قدم)
سورن فريدريكسن (بالدنماركية: Søren Frederiksen)‏ هو مدرب كرة قدم ولاعب كرة قدم دنماركي في مركز الهجوم، ولد في 27 يناير 1972 في فغيدريكسهاون في الدنمارك. شارك مع منتخب الدنمارك تحت 19 سنة لكرة القدم ومنتخب الدنمارك تحت 21 سنة لكرة القدم ومنتخب الدنمارك لكرة القدم. أما مع النوادي، فقد لعب مع نادي أوبه ونادي سيلكيبورج ونادي فيبورج.

## وصلات خارجية
- سورن فريدريكسن (لاعب كرة قدم) على موقع الاتحاد الأوربي (الإنجليزية)
- سورن فريدريكسن (لاعب كرة قدم) على موقع قاعدة بيانات كرة القدم.إي يو (الإنجليزية)
- سورن فريدريكسن (لاعب كرة قدم) على موقع ناشيونال فوتبول تيمز (الإنجليزية)
- سورن فريدريكسن (لاعب كرة قدم) على موقع Soccerway.com (الإنجليزية)
- سورن فريدريكسن (لاعب كرة قدم) على موقع عالم كرة القدم.نت (الإنجليزية)